# TMEM170A
TMEM170A (англ. Transmembrane protein 170A) – білок, який кодується однойменним геном, розташованим у людей на 16-й хромосомі. Довжина поліпептидного ланцюга білка становить 144 амінокислот, а молекулярна маса — 15 250.
| 10         |  | 20         |  | 30         |  | 40         |  | 50         |
| ---------- |  | ---------- |  | ---------- |  | ---------- |  | ---------- |
| MEREGSGGSG |  | GSAGLLQQIL |  | SLKVVPRVGN |  | GTLCPNSTSL |  | CSFPEMWYGV |
| FLWALVSSLF |  | FHVPAGLLAL |  | FTLRHHKYGR |  | FMSVSILLMG |  | IVGPITAGIL |
| TSAAIAGVYR |  | AAGKEMIPFE |  | ALTLGTGQTF |  | CVLVVSFLRI |  | LATL       |

A: Аланін

C: Цистеїн

E: Глутамінова кислота

F: Фенілаланін

G: Гліцин

H: Гістидин

I: Ізолейцин

K: Лізин

L: Лейцин

M: Метіонін

N: Аспарагін

P: Пролін

Q: Глутамін

R: Аргінін

S: Серин

T: Треонін

V: Валін

W: Триптофан

Задіяний у такому біологічному процесі, як альтернативний сплайсинг. 
Локалізований у ядрі, мембрані, ендоплазматичному ретикулумі.